# Jesse Capelli
Pour les articles homonymes, voir Capelli.
Jesse Capelli, née le 21 mai 1979 à Vancouver (Colombie-Britannique), est un mannequin de charme et une actrice pornographique canadienne.

## Biographie
D'origine italienne, Jesse Capelli débute dans le mannequinat à 14 ans, dans sa ville natale de Vancouver. Véritable « garçon manqué » dans sa jeunesse, elle pratique des sports variés, comme la natation, la danse, la gymnastique, le football puis, plus tard, le Kick Boxing. Elle aime les animaux de toutes sortes et en recueillait régulièrement quand elle était enfant. Elle reconnaît aussi une attirance précoce pour les filles.
En 1998, elle déménage à Los Angeles pour poursuivre une carrière d'actrice. Peu de temps après, on lui propose de poser pour le magazine de charme Perfect 10. Elle se voit alors proposer un contrat d'exclusivité de trois ans avec le magazine. À la fin de son contrat, elle pose pour d'autres magazines comme High Society, Pabo, Man's World et Penthouse. En avril 2004, elle est désignée Penthouse Pet of the Month.
Elle participe à des programmes de télé réalité comme Ripley's Believe It or Not! (2000) ou Jenna's American Sex Star (2005) et anime des évènements. Elle tient aussi un rôle récurrent dans la série télévisée Battle Dome et apparaît dans des films grands publics comme Sex Academy (2001), American Party (2002) et Perfect Opposites (2004) sous le nom de Jennifer Leone. Mais elle se tourne ensuite résolument vers la pornographie.
Début 2005, Jesse Capelli signe un contrat d'exclusivité avec Club Jenna, la société de production de films X de Jenna Jameson. Par contrat, elle ne tourne que des scènes de masturbation et des scènes lesbiennes. La première production de Club Jenna dans laquelle elle apparaît est The Provocateur. On la voit aussi souvent dans des mises en scène fétichistes ou SM (Jesse Loves Pain, Bound and Gagged for Greed!...).
Après plus de deux ans d'absence, elle annonce son retour en mars 2009 avec un nouveau contrat pour LA Direct Models,. L'actrice revient dans l'industrie du porno avec une poitrine un peu augmentée et le corps orné de tatouages ; un dessin d'inspiration japonaise lui recouvre presque entièrement le dos. Elle travaille désormais aussi comme maquilleuse sur certaines productions (Just You and Me).
Jesse Capelli a travaillé pour des studios tels que Danni.com, Digital Playground, Naughty America, New Sensations, Penthouse, Twistys.

## Filmographie

### Cinéma
- 2001 : Sex Academy (Not Another Teen Movie) de Joel Gallen : La fille à la fête (comme Jennifer Leone)
- 2002 : American Party (Van Wilder) de Walt Becker : Desiree (comme Jenny Leone)
- 2004 : Perfect Opposites (Piece of My Heart) de Matt Cooper : Aubrey (comme Jenny Leone)
- 2010 : Boobs: An American Obsession documentaire de Nina Brownfield-Berry : Elle-même (comme Jenny Leone)

### Télévision
- 1999-2001 : Battle Dome, série télévisée de David Garrett.

## Récompenses et Nominations
- 2004: Penthouse Pet of the Month april
- 2007: AVN Award nominee - Best All-Girl Sex Scene, Video - Deep in Style
- 2007: AVN Award nominee - Best All-Girl Sex Scene, Video - Jenna’s Provocateur

## Photographies
- 2000 : Bachelor  - Septembre  ( Japon ) :
- 2000 : Men's World  - Decembre  ( R.U ) :
- 2001 : Perfect 10  - Octobre  ( U.S ) :
- 2004 : High Society  - Avril ( U.S ) : Jesse Soaked from the hose
- 2004 : Penthouse - Avril ( U.S ) : Pet of the month
- 2005 : Mens World : Close Up ( R.U ) : Jesse
- 2006 : Club International  - Juin ( R.U ) : Another fine Jess... ...and her equally agreeable friend Jana par Earl Miller
- 2006 : Penthouse - Novembre ( U.S ) :
- 2007 : Penthouse - Janvier (Allemagne) :
- 2010 : Club  - Novembre ( R.U ) :